# 聖克魯斯區 (庫特爾沃省)
6°37′31″S 78°56′38″W / 6.6253°S 78.9438°W
聖克魯斯區（西班牙語：Distrito de Santa Cruz），是秘魯的一個區，位於該國北部卡哈馬卡大區的庫特爾沃省，始建於1959年12月10日，面積128平方公里，海拔高度2,035米，2005年人口3,372，人口密度每平方公里26人。